# Johann Wilhelm Gottfried von Lommessem

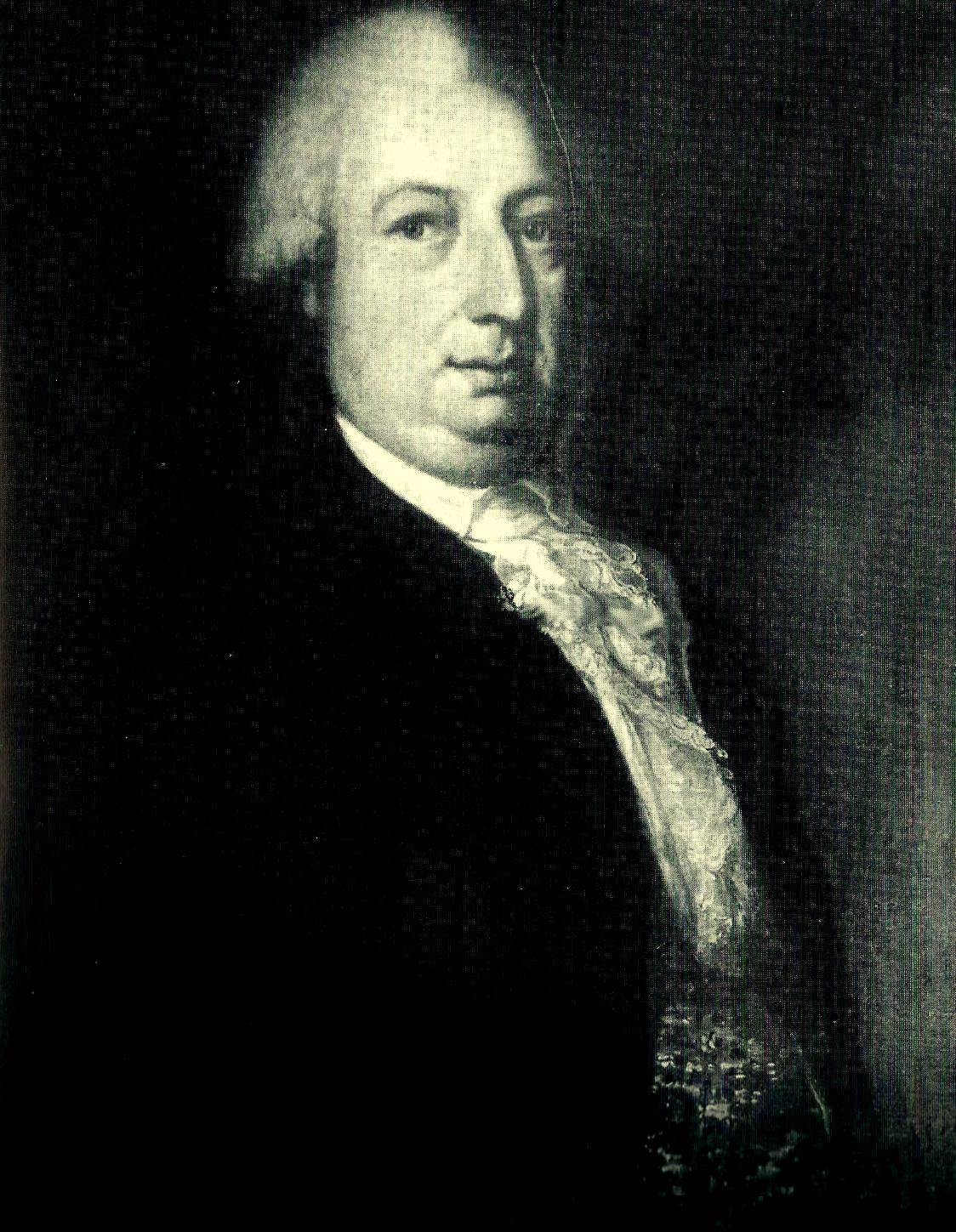
Johann Wilhelm von Lommessem nach einem Foto im StA Aachen

Johann Wilhelm Gottfried Franz Freiherr von Lommessem (* 4. Oktober 1743 in Aachen; † 3. April 1810 ebenda) war ein deutscher Maire von Aachen und Erster Präsident der Gewerbekammer, der heutigen IHK Aachen.

## Leben und Wirken
Der Sohn des Juristen Wilhelm Gottfried Gabriel von Lommessem und der Maria Franziska Sibylle Packenius studierte die geistlichen und weltlichen Rechtswissenschaften und machte 1766 sein Praktikum am Reichskammergericht in Wetzlar. Bereits zwei Jahre zuvor wurde Lommessem als gerade Zwanzigjähriger zum Mitglied des Rates der Freien Reichsstadt Aachen gewählt, in den er in der Folge bis 1789 dreizehnmal wiedergewählt  wurde. Ebenfalls übertrug man ihm zugleich das Amt des Schöffen, welches er bis 1798 und zuletzt als Schöffenmeister ausübte.
Im Jahre 1786 wurde Lommessem zum Appellationsrichter der Grafschaft Wittem und der Herrschaft Eys ernannt. Während der so genannten Aachener Mäkelei (Wahlbeeinflussung) im gleichen Jahr kam es bei den Wahlen zum Stadtrat und Bürgermeister zu Unruhen, von denen Lommessem sich distanzierte und auch eine angebotene Wahl zum Bürgermeister in dieser Zeit ablehnte. Für seine Verdienste in jenen Jahren wurde ihm am 4. Juni 1792 vom Kurfürsten Karl Theodor von der Pfalz den Freiherrentitel verliehen.
Noch im Dezember des gleichen Jahres wurde Aachen im Rahmen des Ersten Koalitionskrieges zum ersten Mal von den französischen Truppen eingenommen und nach einer kurzfristigen Rückeroberung durch die österreichischen Verbündeten im Juni 1794 endgültig in die Gebiete des Linken Rheinufers vereinnahmt. Lommessem entzog sich den Kriegswirren im damaligen Aachen, kehrte aber im Oktober 1794 wieder zurück und konnte seine Ämter nur unter erschwerten Bedingungen und mit Unterbrechungen wieder aufnehmen. Nach der verwaltungsmäßigen Neuordnung zum Département de la Roer im Jahr 1798 wurde der Schöffenstuhl in Aachen aufgehoben und Lommessem versah lediglich noch seine juristischen Ämter.
Obwohl die Aachener zunächst einen tiefen Hass gegen die Franzosen gehegt hatten, legte sich dieser aber im Laufe der Jahre, nachdem sich durch die Neuordnung gezeigt hatte, dass diese für viele Bereiche Vorteile brachte. Handel und Wirtschaft blühten, die Industrie erfreute sich vermehrter Aufträge und auch den Bürgern ging es besser als in den letzten Jahrzehnten zuvor. Dies führte auch bei Lommessem zu einer Verehrung von Napoléon Bonaparte und er gehörte fortan zu den für die Franzosen wichtigsten Notabeln des Département de la Roer, die Adel und Bürgertum als Grundsäule der französischen Gesellschaft in den neuen Staat integrieren sollten. Kennzeichnend für diese Notabeln war bedeutendes Privat- und Firmenvermögen sowie Landbesitz. Schließlich wählte ihn die Stadt Aachen am 31. Oktober 1804 als Nachfolger von Jakob Friedrich Kolb zu ihrem Maire. Seine Befugnisse und die der Ratskammer erstreckten sich hierbei auch auf die Kantone Burtscheid, Linnich, Heinsberg, Sittard/NL und Geilenkirchen. Im Dezember des gleichen Jahres gehörte Lommessem zusammen mit dem Präsidenten des Kantons Aix-La-Chapelle Matthias Goswin Pelzer der Aachener Delegation an, die der Kaiserkrönung Napoléons in Paris beiwohnten. Noch im Verlauf dieser Feierlichkeiten wurde er zum Ritter der Ehrenlegion ernannt. Zugleich bemühte er sich in Paris, die von den Franzosen 1792 als Kriegsbeute geraubte Karlsstatue des Aachener Karlsbrunnens wieder zurückzuerlangen. Diesem Anliegen wurde wohlwollend entsprochen und die Karlsstatue konnte schließlich im Juni 1805 wieder feierlich auf ihrem alten Platz aufgestellt werden. Darüber hinaus gelang es ihm ebenfalls 1805, die Neugründung des Aachener Handelsgerichtes in Absprache mit den Franzosen durchzusetzen, dem sodann die großen Tuch- und Nadelfabrikanten sowie Großhändler angehörten.
Auf Grund des Regierungserlasses Napoleons zur Gründung einer „Chambre consultative de manufactures, fabriques, arts et metiers“ am 2. April 1804 und der nachfolgenden Gründung der Gewerbekammer Aachen am 21. Juni 1804, der heutigen IHK Aachen, wurde Lommessem neben seinem Amt als Maire darüber hinaus auch zum Präsidenten dieser Institution gewählt. Im Jahre 1807 empfing Lommessem als Vertreter der Stadt auf Grund ihrer guten Kontakte zu den Franzosen zwei wertvolle Porträts von Napoléon und seiner Frau Joséphine de Beauharnais, die sich heute im Besitz des Suermondt-Ludwig-Museums in Aachen befinden.
Aus Alters- und Gesundheitsgründen legte Lommessem im Jahre 1808 seine Ämter nieder und der Aachener Nadelfabrikant Cornelius von Guaita wurde zu seinem Nachfolger sowohl als Maire als auch als Präsident der Gewerbekammer Aachen gewählt.

## Familie
Lommessem war verheiratet mit Cornelia van Heyningen (1744–1825), mit der er drei Söhne und zwei Töchter hatte. Einer seiner Söhne, Gerhard Freiherr von Lommessem, wurde ab 1808 Erster Adjunkt von Aachen sowie von 1816 bis 1825 Landrat im Kreis Düren. Dessen Sohn Johann Wilhelm von Lommessem wurde Stadtrat von Aachen und erwarb 1846 das Schloss Blumenthal, in welchem er ein Nonnenkloster mit angeschlossenem Internat des katholischen Schwesternordens vom Heiligen Herzen Jesu (Sacre Coeur) einrichtete und dem seine beiden Töchter Anna und Caroline von Lommessem beitraten. Darüber hinaus war die Familie von Lommessem längere Zeit auch Besitzer von Schloss Rahe in Aachen-Laurensberg.